# الدوري المغربي لكرة القدم 1991–92
الدوري المغربي لكرة القدم 1991-1992 هو الموسم 36 من البطولة الوطنية المغربية لكرة القدم . يتنافس خلاله 16 من أفضل الأندية الوطنية المغربية.توج بهذا الموسم فريق الكوكب المراكشي .